# British Wildlife Centre
Het British Wildlife Centre is een dierentuin in het gehucht Newchapel bij Lingfield in het graafschap Surrey, Engeland.
De dierentuin werd geopend in 1997 door David Mills, die zijn zuivelboerderij ombouwde tot een centrum voor Britse wildlife. Oorspronkelijk was het centrum alleen te bezoeken door groepen op aanvraag, maar sinds 2000 is het volledig open voor publiek.

## Dieren
Er worden ongeveer 40 diersoorten van de Britse eilanden gehouden in het British Wildlife Centre, waaronder edelherten, reeën, vossen, wezels, dassen, otters, egels en Schotse wilde katten.

## Natuurbehoud
Het British Wildlife Centre wil mensen voorlichten over natuurbehoud en aanmoedigen om aan natuurbehoudsactiviteiten deel te nemen.  Daarnaast neemt het centrum deel aan fokprogramma's. Verschillende dieren worden gevoerd gedurende de dag en er worden op deze momenten 'verzorgerspraatjes' gehouden.

## Galerij

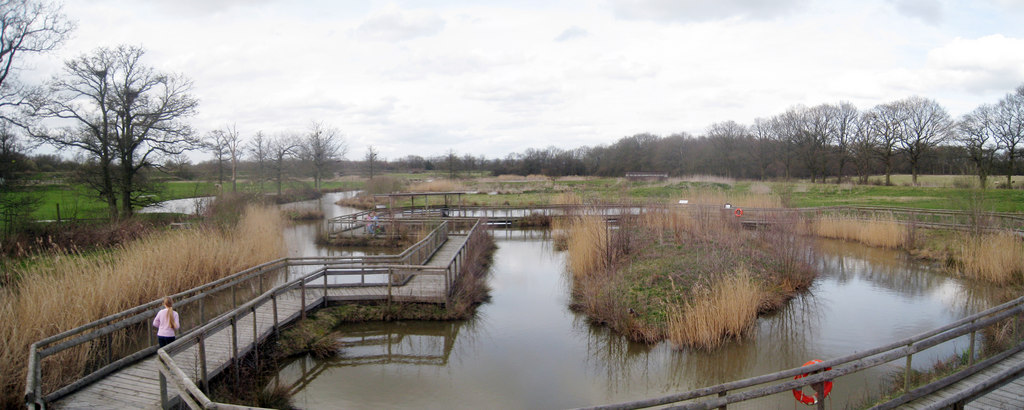
'Wetland Boardwalk'
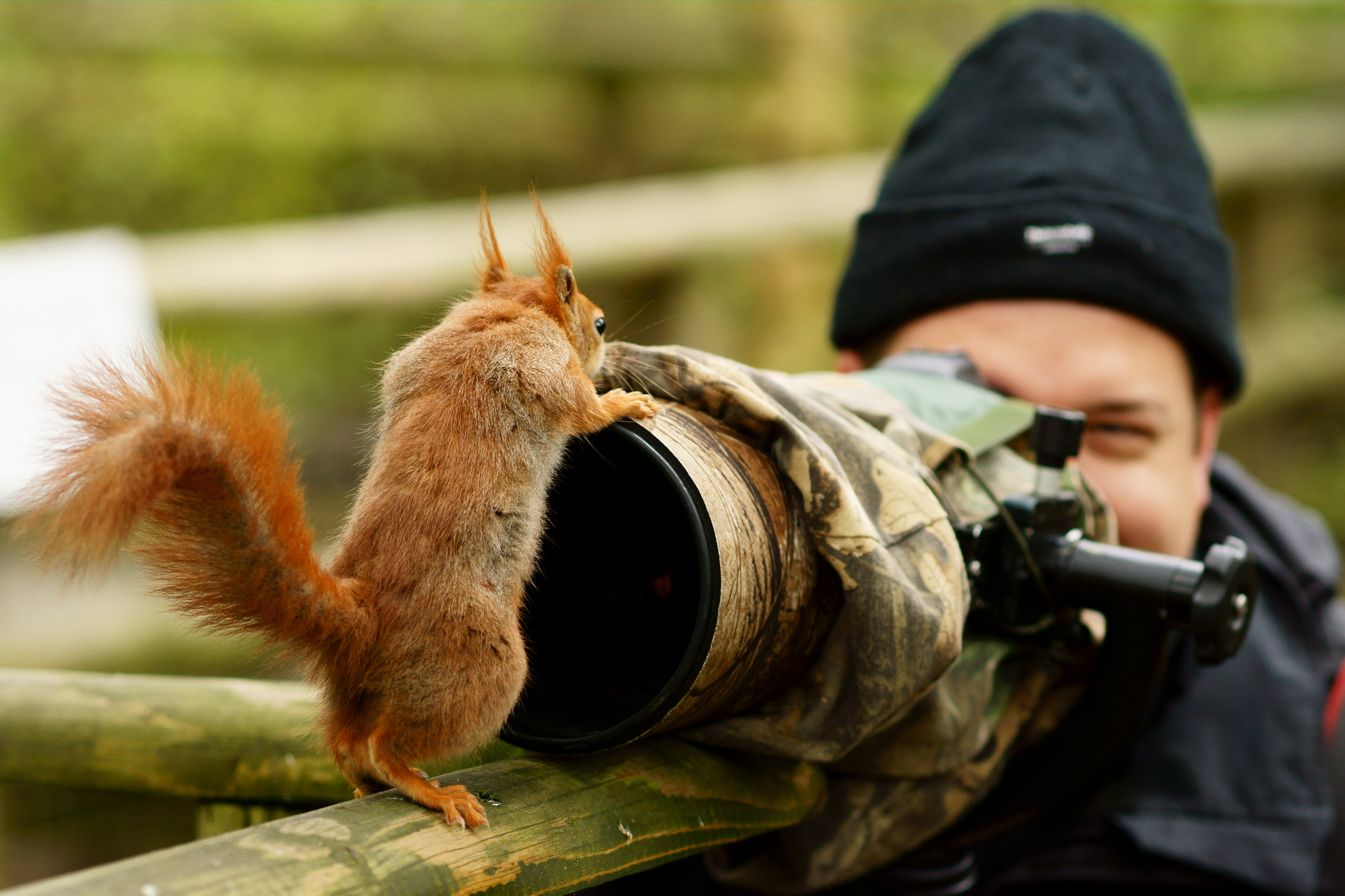
Een rode eekhoorn tijdens een van de fotografiedagen.
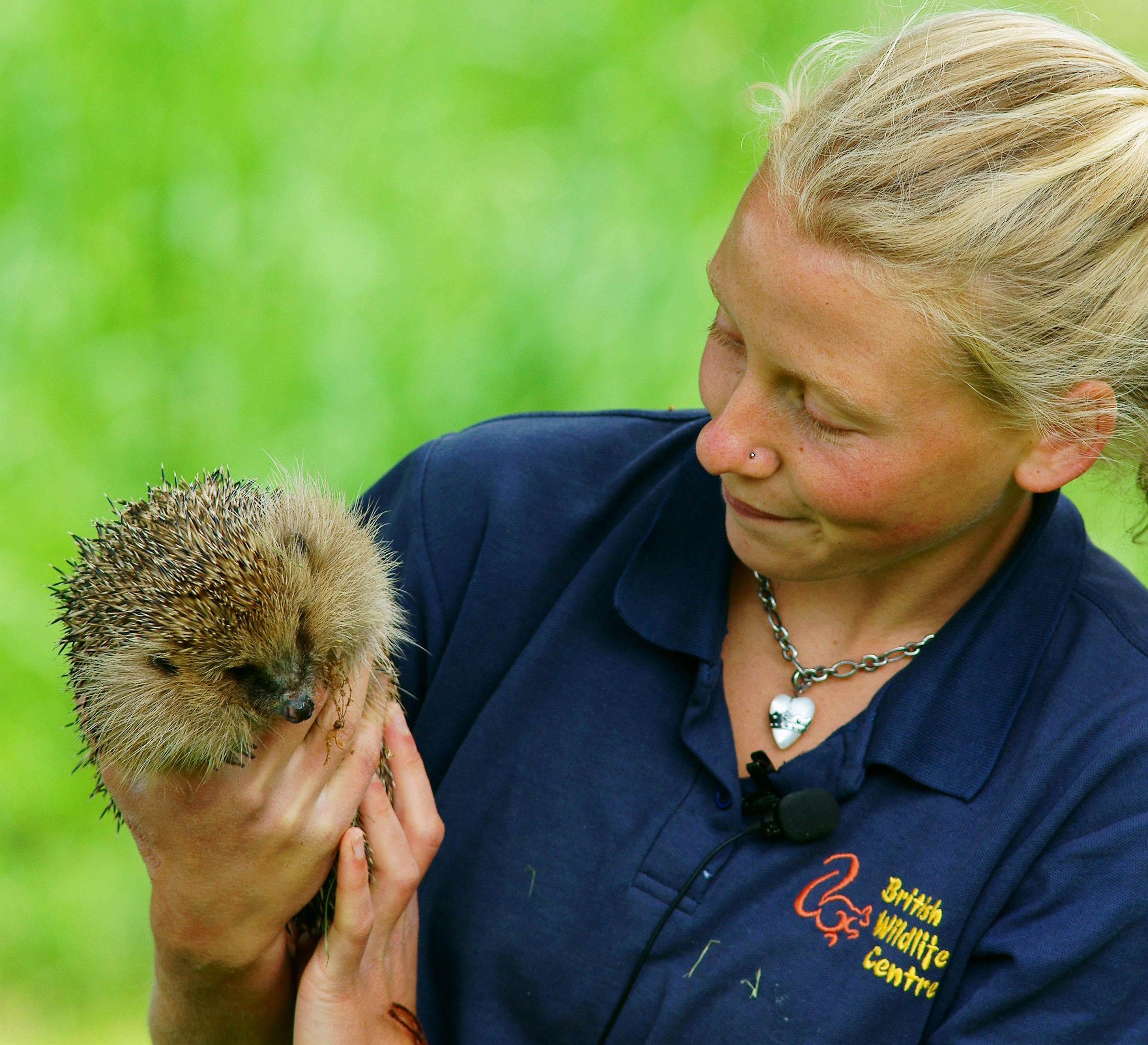
Egel tijdens een van de verzorgerspraatjes
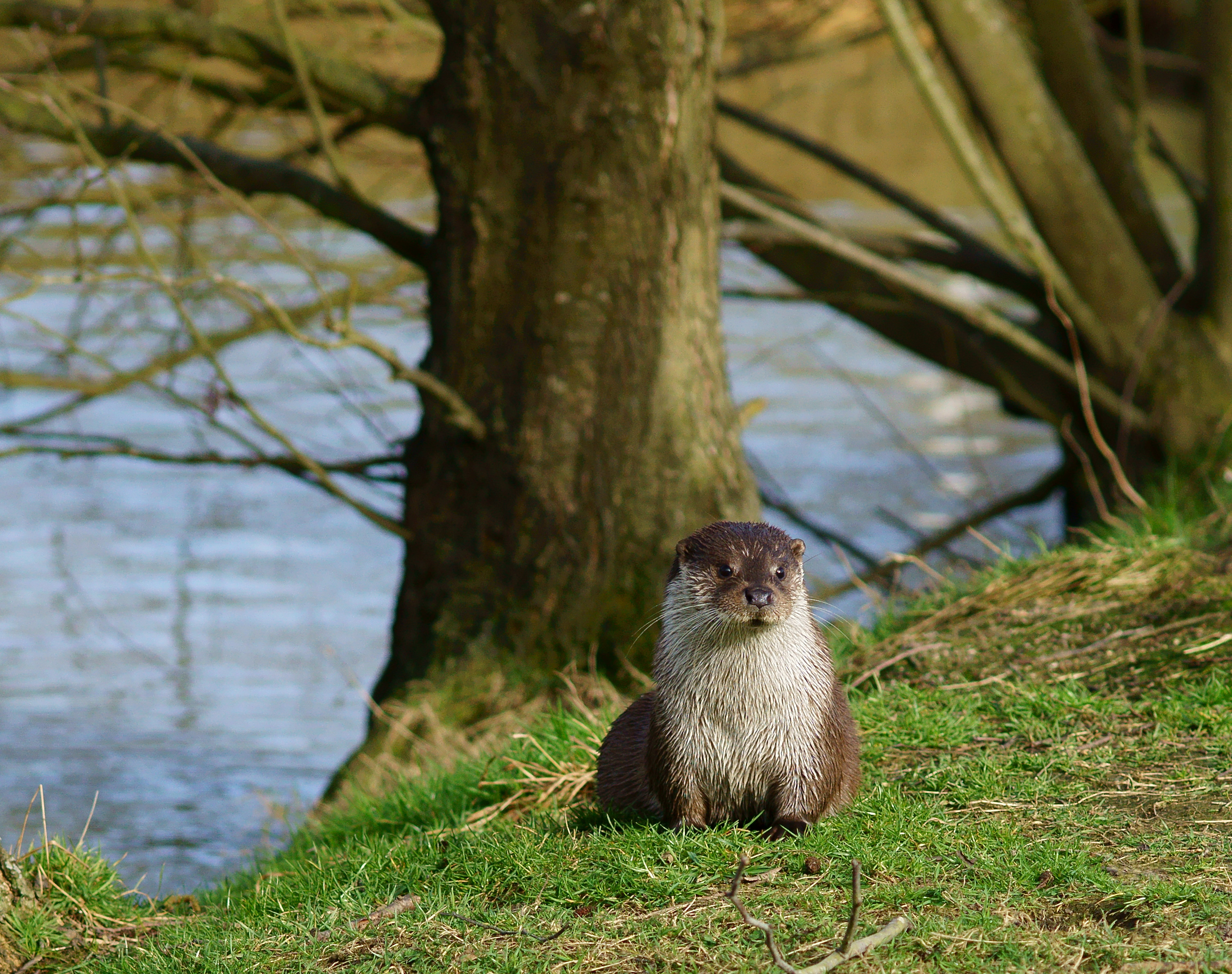
Otter Emmy in het British Wildlife Centre
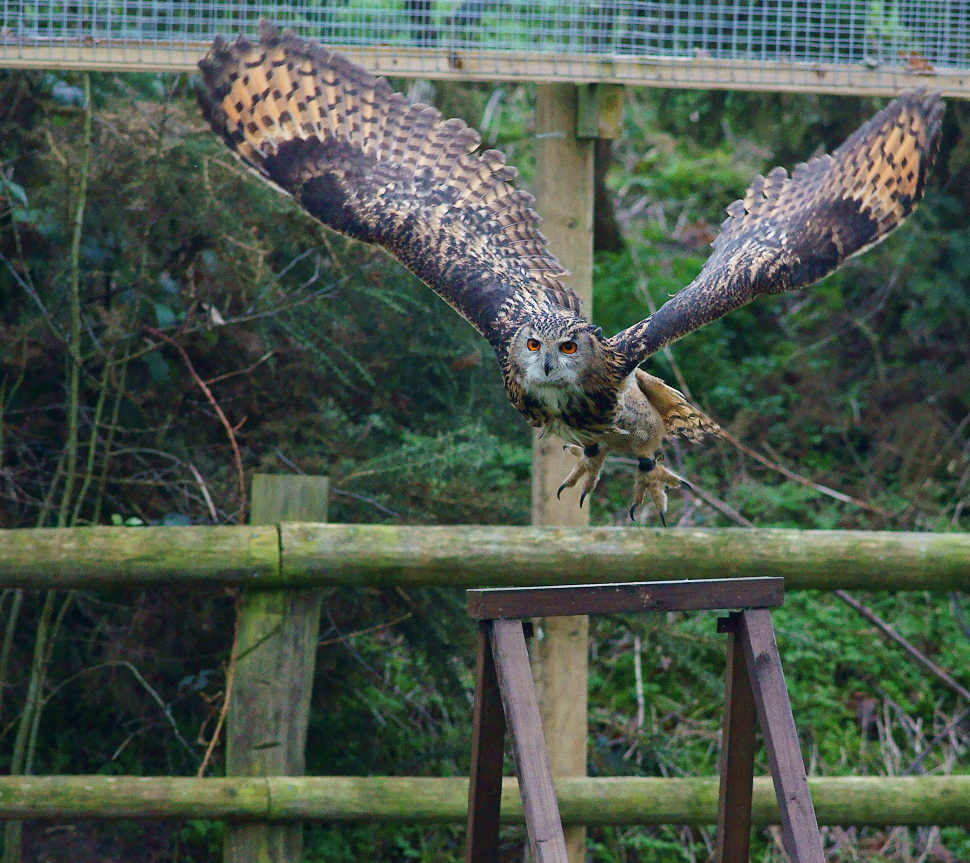
Oehoe Ethel in het British Wildlife Centre
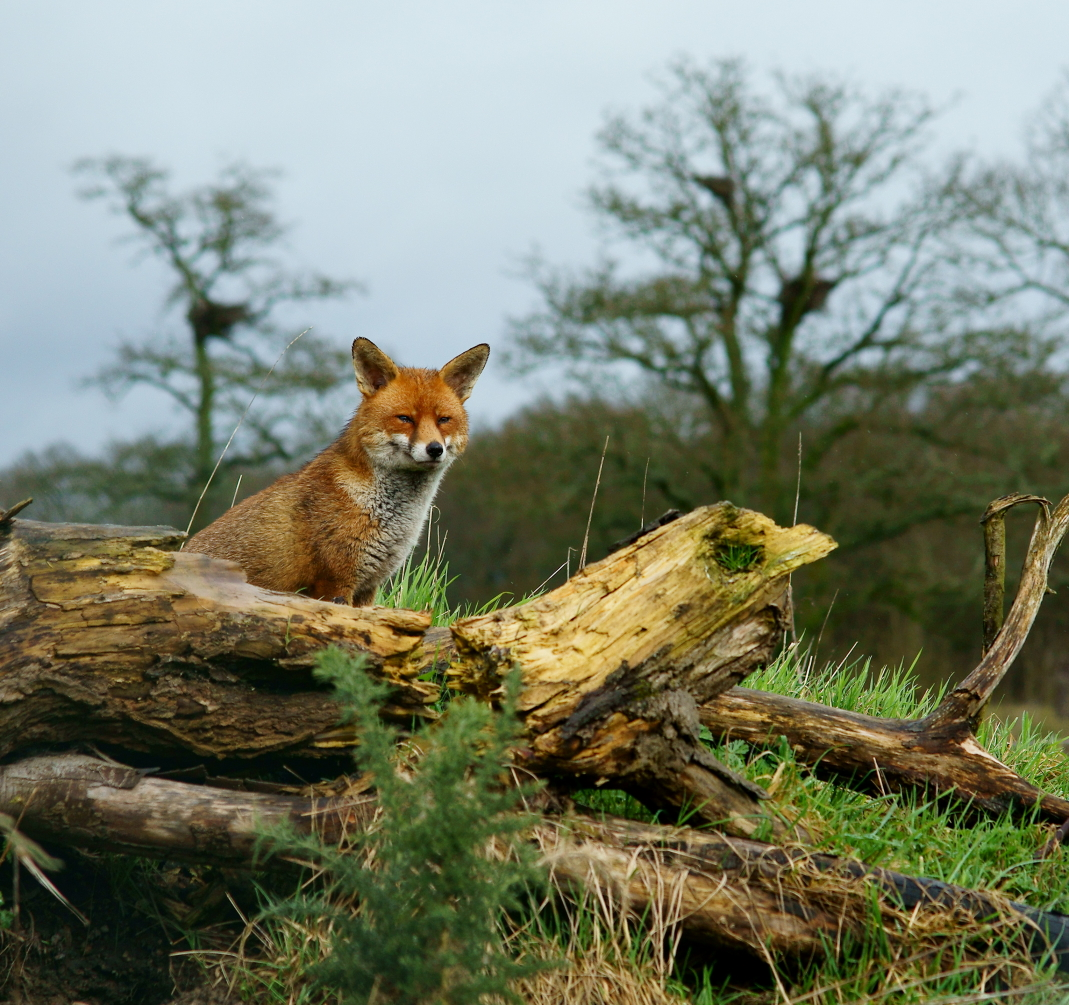
Vos Biscuit in het British Wildlife Centre